# Bruchkriterium
Ein Bruchkriterium gibt in der Festkörpermechanik an, wann und unter welchen Bedingungen die Bruchfestigkeit eines Festkörpers überschritten ist und er durch Bruch versagt.
Die Bruchmechanik und speziell die Linear-elastische Bruchmechanik und Fließbruchmechanik befassen sich mit Bruchkriterien und dem Risswachstumsverhalten eines Werkstoffes. Ein Bruch ist meist durch den Beginn der instabilen Rissausbreitung gekennzeichnet. Es gibt verschiedene Bruchkriterien, die vom Material und von der Art des Bruches (Sprödbruch, Verformungsbruch, Ermüdungsbruch, Mischbruch usw.) abhängen. Bruchkriterien werden oft nach dem Autor benannt, der es gefunden oder entwickelt hat. Sie können auch empirisch sein.
Für Festkörper gibt es u. a.:
- Beim Mohr-Coulomb'schen Bruchkriterium tritt der Bruch ein, wenn die Schubspannung größer als die druckabhängige Scherfestigkeit ist, das heißt, wenn sie oberhalb der linearen Bruchgeraden liegt, die die Grenzlinie nach Mohr-Coulomb darstellt.
- Beim empirischen Hoek-Brown-Bruchkriterium ist die Linie, die beim Mohr-Coulomb-Kriterium eine Gerade war, gekrümmt. Ihre Gleichung ist eine Wurzelfunktion. Sie gibt die Verhältnisse bei dreidimensionalen Druckversuchen an Gesteinsproben besser wieder, weil es dem nichtlinearen Bruchverhalten näher kommt.
- Drucker-Prager-Fließbedingung (Versagenskriterium nach Drucker-Prager)
- Das Griffithsche Bruchkriterium für Sprödbrüche von 1920 besagt, dass ein Riss sich fortpflanzt, wenn die frei werdende Bruchenergie (Formänderungsenergie) die Oberflächenenergie, eine werkstoffabhängige Bruchzähigkeit, überschreitet.

- Bruchkriterium nach Ottosen

Für Boden und granulare Stoffe sind folgende Bruchkriterien von Bedeutung:
- Kriterium nach Tresca
- Kriterium nach Mohr und Coulomb
- Kriterium nach Drucker und Prager
- Kriterium nach Lade
- Kriterium nach Matsuoka und Nakai

Für Faser-Kunststoff-Verbunde werden Bruchkriterien unter Versagenskriterien für Faser-Kunststoff-Verbunde behandelt. Die Bezeichnung Versagenskriterium ist bei dieser Werkstoffkategorie üblicher.